# Cirrospilus
Cirrospilus är ett släkte av steklar som beskrevs av John Obadiah Westwood 1832. Cirrospilus ingår i familjen finglanssteklar.

## Dottertaxa tillCirrospilus, i alfabetisk ordning[1][2]
- Cirrospilus aeneipropodeum
- Cirrospilus aeneus
- Cirrospilus aereiguttatus
- Cirrospilus afer
- Cirrospilus alternatus
- Cirrospilus ambiguus
- Cirrospilus americanus
- Cirrospilus argei
- Cirrospilus arnoldi
- Cirrospilus atoposomoides
- Cirrospilus atripropodeum
- Cirrospilus bifasciatifrons
- Cirrospilus biguttatus
- Cirrospilus bioculativentris
- Cirrospilus bracteatus
- Cirrospilus brevicorpus
- Cirrospilus brevis
- Cirrospilus carinatus
- Cirrospilus caspicus
- Cirrospilus centralis
- Cirrospilus channingi
- Cirrospilus channingianus
- Cirrospilus cinctithorax
- Cirrospilus coachellae
- Cirrospilus coccivorus
- Cirrospilus columbia
- Cirrospilus consobrinus
- Cirrospilus coptodiscae
- Cirrospilus crowei
- Cirrospilus curvineurus
- Cirrospilus cyanops
- Cirrospilus diallus
- Cirrospilus dispersus
- Cirrospilus divergens
- Cirrospilus dodoneae
- Cirrospilus duplolineatus
- Cirrospilus electus
- Cirrospilus elegantissimus
- Cirrospilus elongatus
- Cirrospilus eunapius
- Cirrospilus fasciatus
- Cirrospilus festivus
- Cirrospilus flavicinctus
- Cirrospilus flavifacies
- Cirrospilus flavitibia
- Cirrospilus floridensis
- Cirrospilus fuscipennis
- Cirrospilus fuscus
- Cirrospilus gemma
- Cirrospilus giraulti
- Cirrospilus gracielae
- Cirrospilus gracilis
- Cirrospilus gregi
- Cirrospilus grotiusi
- Cirrospilus hopkinsi
- Cirrospilus huangyanensis
- Cirrospilus immaculativentris
- Cirrospilus infuscatus
- Cirrospilus ingenuus
- Cirrospilus inimicus
- Cirrospilus insculptus
- Cirrospilus iphigenia
- Cirrospilus isonoi
- Cirrospilus jiangxiensis
- Cirrospilus kanpurensis
- Cirrospilus lanei
- Cirrospilus lateroguttatus
- Cirrospilus lyncus
- Cirrospilus margiscutellum
- Cirrospilus marilandi
- Cirrospilus marilandicus
- Cirrospilus mazzinini
- Cirrospilus metallicus
- Cirrospilus miriguttatus
- Cirrospilus mirilineatus
- Cirrospilus multipunctum
- Cirrospilus neotropicus
- Cirrospilus nephelodes
- Cirrospilus niger
- Cirrospilus nigrifemur
- Cirrospilus nigriscutum
- Cirrospilus nigrivariegatus
- Cirrospilus nireus
- Cirrospilus occidentalis
- Cirrospilus occipitis
- Cirrospilus ocellatus
- Cirrospilus ornatus
- Cirrospilus ovisugosus
- Cirrospilus pacis
- Cirrospilus partiaeneiceps
- Cirrospilus particolor
- Cirrospilus pax
- Cirrospilus perticus
- Cirrospilus phorbas
- Cirrospilus phyllocnistis
- Cirrospilus pictus
- Cirrospilus pinicolus
- Cirrospilus polygoniae
- Cirrospilus pulchellus
- Cirrospilus pulcher
- Cirrospilus pulcheria
- Cirrospilus purpureus
- Cirrospilus quadrifasciatus
- Cirrospilus quinquefasciatus
- Cirrospilus rarifasciatus
- Cirrospilus rhadius
- Cirrospilus ringoniellae
- Cirrospilus ruskini
- Cirrospilus rusticus
- Cirrospilus saintpierrei
- Cirrospilus salatis
- Cirrospilus sapientia
- Cirrospilus setipes
- Cirrospilus silvae
- Cirrospilus singa
- Cirrospilus speciosissimus
- Cirrospilus speciosus
- Cirrospilus staryi
- Cirrospilus striatus
- Cirrospilus suaedaegallarum
- Cirrospilus submedialis
- Cirrospilus talitzkii
- Cirrospilus tau
- Cirrospilus tineivora
- Cirrospilus transrugosus
- Cirrospilus tricuspidatus
- Cirrospilus trilongilineatus
- Cirrospilus unguttatipennis
- Cirrospilus unguttatipes
- Cirrospilus variegatus
- Cirrospilus varifasciata
- Cirrospilus viridilineatus
- Cirrospilus viridipronotum
- Cirrospilus viticola
- Cirrospilus vittatus
- Cirrospilus worcesteri
- Cirrospilus zea
- Cirrospilus zolai